# Tsjetsjeens-Russisch conflict
Het Tsjetsjeens-Russisch conflict (Russisch: Чеченский конфликт) is het eeuwenlange, vaak gewapende, conflict tussen de Russische overheid en de verschillende Tsjetsjeense-nationalisten en islamitische strijdkrachten. Officieel begonnen de vijandelijkheden in 1785, hoewel sommige elementen ervan reeds dateren van lang daarvoor.
Het conflict wordt beschouwd als een van de langstdurende conflicten in de geschiedenis.

## Geschiedenis
Initieel had het Russische Rijk weinig interesse in de Noordelijke Kaukasus. Het gebied werd louter beschouwd als een communicatieroute naar bondgenoot Georgië en vijanden het Perzische en het Ottomaanse Rijk, maar groeiende spanningen leidden er in 1785 tot Tsjetsjeense opstanden tegen de Russische aanwezigheid, gevolgd door verdere conflicten en de Kaukasusoorlog van 1817. Rusland slaagde er pas in 1864 in de opstanden te onderdrukken.
Tijdens de Russische Burgeroorlog genoten Tsjetsjenen en andere Kaukasische etniciteiten voor een aantal jaar van onafhankelijkheid alvorens opgeslorpt te worden door de Sovjet-Unie. Tijdens de Tweede Wereldoorlog beschouwden de Tsjetsjenen de Duitse invasie als een kans om in opstand te komen tegen het Sovjetregime. Aan het einde ervan werden de Vaynakhs massaal gedeporteerd naar Centraal-Azië, waarnaar ze tot 1957 werden verbannen.
Het meest recente conflict tussen de Tsjetsjenen en de Russische overheid vond plaats in de jaren 90. Tsjetsjeense separatisten riepen de onafhankelijkheid uit in 1991 terwijl de Sovjet-Unie uiteenbrokkelde. In 1994 brak de Eerste Tsjetsjeense Oorlog uit, die na twee jaar eindigde in een Russische nederlaag. In 1999 werd de Tweede Tsjetsjeense Oorlog ingeluid waarbij Russische troepen de controle overnamen in Tsjetsjenië.

## Lijst van oorlogen
- Eerste Tsjetsjeense Oorlog (1994-1996)
- Tweede Tsjetsjeense Oorlog (1999-2009)